# Hekaton z Rodos
Hekaton z Rodos (gr.: Ἑκάτων; Hekátōn) – starożytny filozof grecki, platonizujący stoik, uczeń Panajtiosa, żył w II w. p.n.e.
Był autorem licznych traktatów etycznych, jednak żaden z nich nie przetrwał do współczesnych nam czasów. W Listach moralnych do Lucyliusza Seneka przytacza cytaty z Hekatona:
- Porzuć nadzieję, a przestaniesz się bać. (List 5.)
- Pytasz jaki postęp poczyniłem? Otóż zacząłem przyjaźnić się z samym sobą. (List 6.)
- Oto napój miłosny bez ziół i zaklęć wiedźm podany: „Chcesz być kochany - kochaj!” (List 9.)